# Shadow Parties
Shadow Parties es una película dramática nigeriana de 2020 dirigida y producida por Yemi Amodu. Está protagonizada por Yemi Blaq, Omotola Jalade Ekeinde, Toyin Abraham, Jide Kosoko, Sola Sobowale, Magdalena Korpas y Lucien Morgan. Se estrenó en Netflix el 6 de septiembre de 2021.

## Sinopsis
Aremu es nativo de Aje, un pueblo vecino a Iludun, el lugar de nacimiento de su esposa, Arike, muy conocido por las guerras fratricidas, que se habían cobrado la vida de los padres de su esposa. Ambos pueblos se lanzan a la guerra después de que los parientes de Aremu decidieron quemar vivos a su esposa e hijo alegando que estos eran sus enemigos, lo que desencadenó en ataques de represalia por parte de los Iludun dirigidos por Lowo, su cuñado.

## Elenco
- Toyin Abraham como Arike
- Toyin Adegbola como Reina de Aje
- Yemi Blaq como Owuteru
- Omotola Jalade Ekeinde como Princesa Fadekemi
- Romoke Ajayi como Reina de Iludun
- Segun Arinze como Jefe Obanla
- Saheed Balogun como Akuwe
- Jibola Dabo como rey de la tierra de Aje
- Ken Erics como Aremu
- Gbemisola Faleti como Akanji
- Chris Iheuwa como Ben Akuga
- Magdalena Korpas como esposa de Atilola
- Jide Kosoko como Jefe Atilola
- Sola Kosoko como Asabi
- Lola Lawal como enfermera
- Rotimi Makinde como Rey de Iludun Land
- Lucien Morgan como Ian
- Tunde Oladimeji como Ayinla
- Afeez Oyetoro como Bogumbe
- Rotimi Salami como Akinola
- Jimi Solanke como el padre de Akanji
- Sola Sobowale como Amoke
- Bode Sowande como profesor